# العلاقات الإسواتينية السريلانكية
العلاقات الإسواتينية السريلانكية هي العلاقات الثنائية التي تجمع بين إسواتيني وسريلانكا.

## مقارنة بين البلدين
هذه مقارنة عامة ومرجعية للدولتين:
| وجه المقارنة                                              | إسواتيني                                   | سريلانكا                         |
| --------------------------------------------------------- | ------------------------------------------ | -------------------------------- |
| المساحة (كم2)                                             | 17.36 ألف                                  | 65.61 ألف                        |
| عدد السكان (نسمة)                                         | 1.37 مليون                                 | 21.44 مليون                      |
| الكثافة السكانية (ن./كم²)                                 | 78.92                                      | 326.78                           |
| العاصمة                                                   | لوبامبا، مبابان                            | سري جاياواردنابورا كوتي، كولمبو  |
| اللغة الرسمية                                             | لغة إنجليزية، لغة سوازي                    | اللغة السنهالية، اللغة التاميلية |
| العملة                                                    | ليلانغيني سوازيلندي                        | روبية سريلانكي                   |
| الناتج المحلي الإجمالي (بليون دولار)                      | 4.41 مليار                                 | 87.17 مليار                      |
| الناتج المحلي الإجمالي (تعادل القوة الشرائية) بليون دولار | 11.13 مليار                                | 246.62 مليار                     |
| الناتج المحلي الإجمالي الاسمي للفرد دولار أمريكي          | 3.20 ألف                                   | 3.93 ألف                         |
| الناتج المحلي الإجمالي للفرد دولار أمريكي                 | 8.29 ألف                                   | 11.11 ألف                        |
| مؤشر التنمية البشرية                                      | 0.531                                      | 0.757                            |
| رمز المكالمات الدولي                                      | +268                                       | +94                              |
| رمز الإنترنت                                              | .sz                                        | .lk،                             |
| المنطقة الزمنية                                           | التوقيت القياسي لجنوب أفريقيا، ت ع م+02:00 | ت ع م+05:30                      |

## منظمات دولية مشتركة
يشترك البلدان في عضوية مجموعة من المنظمات الدولية، منها:
| علم المنظمة | اسم المنظمة                               | تاريخ انضمام إسواتيني | تاريخ انضمام سريلانكا |
| ----------- | ----------------------------------------- | --------------------- | --------------------- |
|             | مؤسسة التنمية الدولية                     | 22 سبتمبر 1969        | 27 يونيو 1961         |
|             | يونسكو                                    | 25 يناير 1978         | 14 نوفمبر 1949        |
|             | وكالة ضمان الاستثمار متعدد الأطراف        | 18 أبريل 1990         | 27 مايو 1988          |
|             | الأمم المتحدة                             | 24 سبتمبر 1968        | 14 ديسمبر 1955        |
|             | دول الكومنولث                             | ?                     | 1948                  |
|             | الاتحاد البريدي العالمي                   | ?                     | ?                     |
|             | البنك الدولي للإنشاء والتعمير             | 22 سبتمبر 1969        | 29 أغسطس 1950         |
|             | الاتحاد الدولي للاتصالات                  | 11 نوفمبر 1970        | 1897                  |
|             | منظمة حظر الأسلحة الكيميائية              | ?                     | ?                     |
|             | مؤسسة التمويل الدولية                     | 22 سبتمبر 1969        | 20 يوليو 1956         |
|             | المركز الدولي لتسوية المنازعات الاستشارية | 14 يوليو 1971         | 11 نوفمبر 1967        |
|             | منظمة التجارة العالمية                    | ?                     | ?                     |
|             | منظمة الشرطة الجنائية الدولية             | ?                     | ?                     |

## وصلات خارجية
- موقع وزارة الخارجية السريلانكية